# معاداة السامية في أوروبا
شهدت معاداة السامية، أو التحامل تجاه اليهود وكراهيتهم والتمييز ضدهم، تاريخًا طويلًا منذ أيام الحضارات القديمة، إذ تعود غالبية جذورها إلى الحضارات المسيحية وما قبل المسيحية في أوروبا.
أُشير إلى وجود معاداة السامية في المراكز الفكرية والسياسية في اليونان القديمة والإمبراطورية الرومانية، لكنها حظيت بطابع مؤسساتي في المسيحية الأوروبية بعد تفكك المركز القديم للثقافة اليهودية المتمثل بأورشليم، ما أسفر عن الفصل القسري للسكان اليهود في بعض الأحيان، بالإضافة إلى فرض قيود على مشاركتهم في الحياة العامة ضمن المجتمع الأوروبي.
في القرن العشرين، أسفرت معاداة السامية في أوروبا، وخصوصًا في عهد ألمانيا النازية، عن موت غالبية السكان اليهود في أوروبا وتشريدهم.

## العصور الوسطى
تأثرت معاداة السامية في أوروبا خلال العصور الوسطى بالإيمان المسيحي إلى حد كبير، إذ كان متمثلًا بتحميل الشعب اليهودي بأكمله مسؤولية وفاة يسوع، وذلك من خلال ما يُسمى لعنة دم بيلاطس البنطي المذكورة في الأناجيل.
انتشرت عمليات الاضطهاد ضد اليهود على نطاق واسع خلال الحملات الصليبية التي بدأت في عام 1095، إذ ذُبح عدد من المجتمعات المحلية على نهر الراين والدانوب بشكل خاص.
اتُّهم اليهود بالقتل الطقوسي للأطفال المسيحين في العديد من المناسبات؛ أُطلق على هذا النوع من الطقوس اسم فرية الدم. جسدت قصة وليام من نورويتش (تُوفي عام 1144) أول حالات فرية الدم المعروفة، الذي أثار مقتله اتهامات بالقتل الطقوسي والتعذيب على يد اليهود المحليين.
أسفر الموت الأسود الذي دمر أوروبا في القرن الرابع عشر عن اضطهاد واسع النطاق. استُخدم اليهود كبشَ فداءٍ في مواجهة الانتشار المروع للطاعون، إذ اتُّهموا بتسميم الآبار. ونتيجةً لذلك، دُمر العديد من المجتمعات اليهودية في غرب أوروبا ووسطها في إحدى موجات العنف بين عامي 1348 و1350. على سبيل المثال، أُحرق نحو ألفي يهودي في ستراسبورغ في فبراير من عام 1349 بموجب قرار مجلس المدينة، وذلك قبل وصول الطاعون إلى المدينة. أما في الولايات الألمانية، فقد دُمر نحو 300 مجتمع يهودي خلال تلك الفترة، إذ قُتل اليهود أو طُردوا منها.
فُرض العديد من القيود على اليهود في تطبيق آخر لمعادة السامية في العصور الوسطى. استُبعد اليهود من العديد من المهن بسبب الخوف من المنافسة مع السكان المحليين. لم يتمكن اليهود من امتلاك الأراضي في معظم الأحيان، ويعود السبب في ذلك إلى اتخاذ التعهد بالولاء المطلوب من الفلاح عند تملك الأرض شكلَ القسم المسيحي في ظل النظام الإقطاعي، ومع ذلك، لم يخلُ الأمر من بعض الاستثناءات. اقتصرت إقامة اليهود في المدن على مناطق محددة ومعروفة باسم الأحياء اليهودية في أغلب الأحيان. أُمر اليهود بارتداء ملابس مميزة أو شارات دائرية أحيانًا، وذلك بعد مجتمع لاتران الرابع في عام 1215. استطاع بعض اليهود التهرب من هذه الشروط المُهينة المتمثلة بارتداء الشارات عن طريق رشوة السلطات المحلية.
في أواخر العصور الوسطى، طُرد اليهود من المناطق الصغيرة والكبيرة في أوروبا الغربية، بالإضافة إلى الأراضي الألمانية، وحدثت عمليات طرد واسعة النطاق في إنجلترا في عام 1290، وفرنسا في عامي 1306 و1394. اعتُبرت عمليات طرد اليهود في إسبانيا (1492) والبرتغال (1496) الأكبر على الإطلاق، إذ أُمر اليهود بالتحول إلى المسيحية أو مغادرة البلاد في غضون ستة أشهر أو أحد عشر شهرًا على التوالي.
شهدت فترة الإصلاح البروتستانتي تصاعدًا في معاداة السامية، وخصوصًا بعد رسالة مارتن لوثر «عن اليهود وأكاذيبهم». أثبت مارتن لوثر ومعاداته للسامية أن الكنيسة البروتستانتية ستكون قاسية على اليهود.

## بين القرنين السادس عشر والثامن عشر
أسفرت بداية عصر النهضة وعصر التنوير والعصور الاستعمارية عن سلسلة معادية للسامية من الرهاب والخوف المتسمين باللادينية وكره الأجانب، وذلك على الرغم من أن معظم القارة قد شهد إصلاحات سياسية مهمة.
قيد الملوك المحليون اليهود إلى حد كبير في أوروبا الغربية، نتيجةً للخوف المتزايد من تنافسهم مع التجار المحليين؛ نظرًا إلى كون التجارة والأعمال المصرفية المهنة الرئيسية لليهود. ومن الأمثلة الأخرى الجديرة بالملاحظة، الحد من عدد اليهود المسموح لهم بالاستقرار في بريسلاو بموجب قرار صادر عن فريدريك الثاني من بروسيا في عام 1744، بالإضافة إلى نفي اليهود من بوهيميا على يد أرشيدوقة النمسا ماريا تيريزا، التي صرحت بأنه يجب على اليهود الدفع مقابل البقاء في البلاد.[بحاجة لمصدر]
استُخدم مصطلح «المصرفيون اليهود» في بعض دول أوروبا الغربية بعد تطور النظام المصرفي وتصاعد حاجة الحكام لتمويل أجهزتهم الحكومية المتنامية. كان اليهود المصرفيون رجال أعمال ومصرفيين حاصلين على امتيازات من الحاكم، إذ عملوا أمناء للصناديق وجامعين للضرائب.[بحاجة لمصدر]
في العديد من الحالات، اكتسب المصرفيون اليهود سلطة كبيرة باعتبارهم «اليد اليمنى» للملك؛ وفي حالات أخرى، أُلقي اللوم عليهم عند حدوث مشاكل مالية في الدول أو عند فقدان الحاكم قوته. كان يوزف سوس أوبنهايمر أحد المصرفيين اليهود البارزين (1698-1738)، إذ كان المخطط المالي لدوق مدينة شتوتغارت كارل ألكسندر من فورتمبيرغ. أُعدم أوبنهايمر بعد وفاة الدوق واستخدمت الدعاية النازية قصته.
تركز معظم السكان اليهود في أوروبا ضمن وسط أوروبا وشرقها، أي داخل حدود الكومنولث البولندي الليتواني. مُنح يهود بولندا درجة غير مسبوقة من الحكم الذاتي الديني والثقافي منذ قانون كاليس في عام 1264، الذي صدق عليه ملوك بولندا والكومنولث لاحقًا. ومع ذلك، دمرت انتفاضة القوزاق بقيادة بوهدان خمل نيتس كيي في أوكرانيا المُسيطر عليها من قبل البولنديين (1648) العديد من المجتمعات اليهودية، إذ ذبح حلفاء خمل نيتس كيي التتار عشرات الآلاف منهم وطردوهم وباعوهم على أنهم عبيد. قُتل عشرات الآلاف من اليهود بين عامي 1648 و1656 على أيدي المتمردين (لا يمكن تحديد أرقام أكثر دقة نظرًا إلى عدم توافر أي بيانات موثوقة)، إذ تُعتبر انتفاضة خمل نيتس كيي إحدى الأحداث المؤلمة في تاريخ اليهود حتى يومنا هذا.
وجد معظم اليهود البولنديين أنفسهم تحت حكم الروسيين بعد تقاسم روسيا وبروسيا والنمسا لبولندا في نهاية القرن الثامن عشر. أسست إمبراطورة روسيا كاترين الثانية نطاق الاستيطان في عام 1772 بهدف منع اليهود من الانتشار في جميع أنحاء الإمبراطورية الروسية وحماية التجار الروس من المنافسة، الأمر الذي أسفر عن حصر اليهود في الأجزاء الغربية من الإمبراطورية باستثناء عدد منهم ممن حصلوا على إذن بالعيش في المدن الكبرى مثل كييف وموسكو.[بحاجة لمصدر]